# St. Niklaus Matt

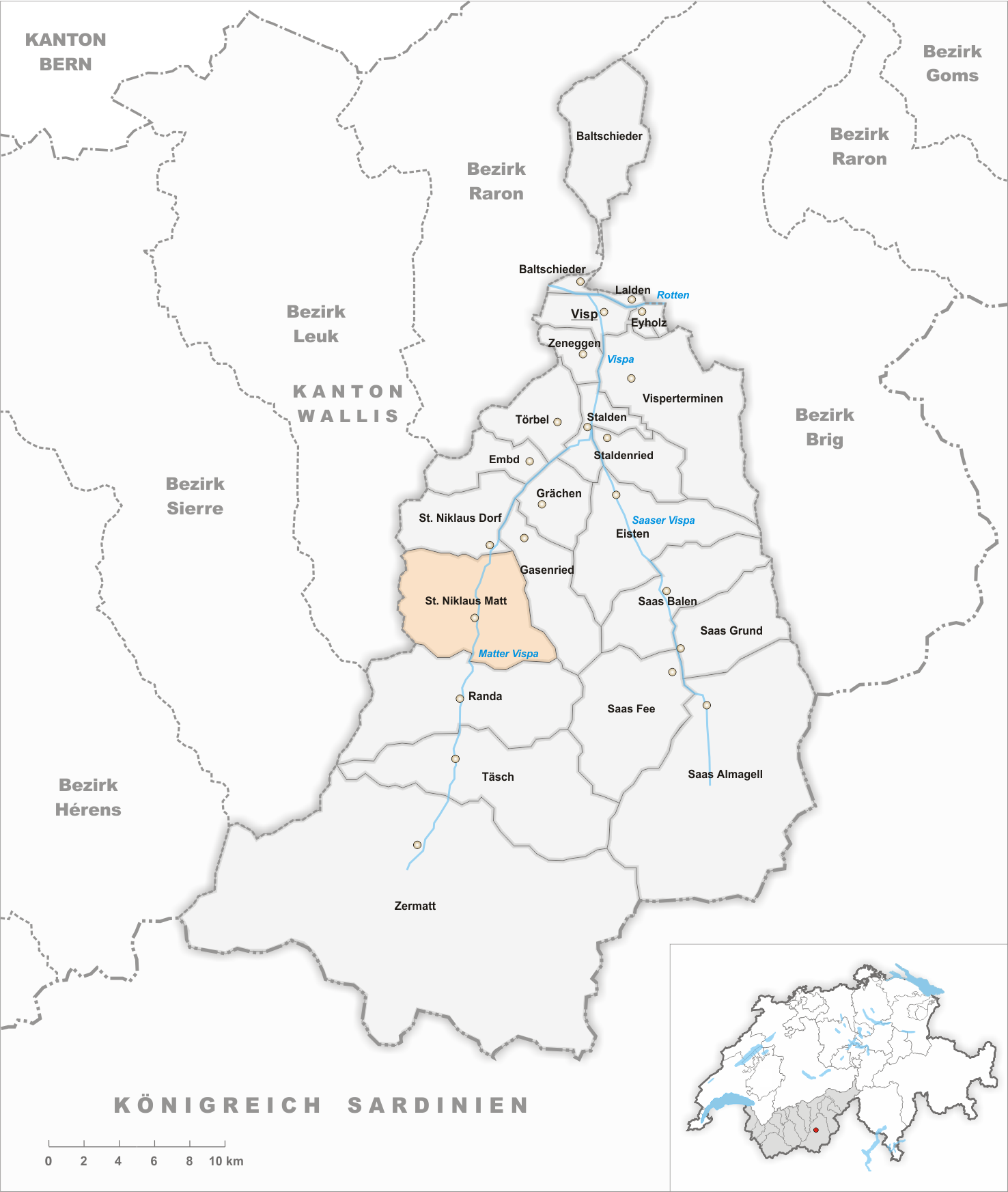
Gemeindestand vor der Fusion am 1. Januar 1866

St. Niklaus Matt war eine selbstständige politische Gemeinde im Kanton Wallis, im Bezirk Visp in der Schweiz. 1866 fusionierte St. Niklaus Matt zusammen mit St. Niklaus Dorf zur neuen Gemeinde St. Niklaus.